# KISS (NOKKOのアルバム)
『Kiss』（キッス）は、NOKKOのカヴァー・アルバムである。

## 解説
- 収録内容は、レベッカ時代の代表曲「フレンズ」、「RASPBERRY DREAM」や、NOKKOソロ時代の曲「人魚」を新録したものと、「LA・LA・LA LOVE SONG」、「SOMEDAY」などさまざまな曲のカヴァーが収録している。
- 参加ミュージシャンは、布袋寅泰、サイモン・フィリップス、マーカス・ミラー、鳥山雄司、KG、あらきゆうこ。
- iTunes Storeのアルバムチャートでは1位を獲得した[注 1]。

## 収録曲
1. フレンズ
作詞：NOKKO、作曲：土橋安騎夫、編曲：木村直樹
  - レベッカがリリースした曲のセルフカバー。原曲はアルバム『REBECCA IV 〜Maybe Tomorrow〜』に収録。
2. LA・LA・LA LOVE SONG feat.KG
作詞・作曲：久保田利伸、編曲：木村直樹
  - 久保田利伸がリリースした楽曲のカバー。原曲はアルバム『LA・LA・LA LOVE THANG』に収録。
  - 歌手のKGが参加している。
3. RASPBERRY DREAM
作詞：NOKKO、作曲：土橋安騎夫、編曲：河野圭
  - レベッカがリリースした曲のセルフカバー。オリジナルアルバム未収録。
4. LONELY BUTTERFLY
作詞：NOKKO、作曲：土橋安騎夫、編曲：木村直樹
  - レベッカがリリースした曲のセルフカバー。原曲はアルバム『TIME』に収録。
5. SOMEDAY
作詞・作曲：佐野元春、編曲：木村直樹
  - 佐野元春がリリースした楽曲のカバー。原曲はアルバム『SOMEDAY』に収録。
6. MOON
作詞：NOKKO、作曲：土橋安騎夫、編曲：木村直樹
  - レベッカがリリースした曲のセルフカバー。原曲はアルバム『Poison』に収録。
7. そして僕は途方に暮れる
作詞：銀色夏生、作曲：大沢誉志幸、編曲：木村直樹
  - 大沢誉志幸がリリースした楽曲のカバー。原曲はアルバム『CONFUSION』に収録。
8. 中央線
作詞・作曲：宮沢和史、編曲：木村直樹
  - THE BOOMがリリースした楽曲のカバー。原曲はアルバム『JAPANESKA』に収録。
9. Tomorrow Never Knows
作詞・作曲：桜井和寿、編曲：木村直樹、ストリングスアレンジ：新屋豊
  - Mr.Childrenがリリースした楽曲のカバー。原曲はアルバム『BOLERO』に収録。
10. 夜空ノムコウ
作詞：スガシカオ、作曲：川村結花、編曲：木村直樹
  - SMAPがリリースした楽曲のカバー。原曲はアルバム『SMAP 012 VIVA AMIGOS!』に収録。
11. 人魚
作詞：NOKKO、作曲：筒美京平、編曲：木村直樹、ストリングスアレンジ：新屋豊
  - NOKKOがリリースした曲のセルフカバー。原曲はアルバム『colored』に収録。
12. いとしのエリー
作詞・作曲：桑田佳祐、編曲：木村直樹、バックグラウンドボーカルアレンジ：TOM TOM 84
  - サザンオールスターズがリリースした楽曲のカバー。原曲はアルバム『10ナンバーズ・からっと』に収録。